# 流山市
流山市（日语：／ Nagareyama shi */?）是千葉縣西北部東葛飾地區的城市。流山市所在地區是明治時代設立的葛飾縣縣廳所在地。流山市人口約17萬，在千葉縣中排列第8。
往東京都特別區的通勤率為33.5%，往柏市的通勤率為12.5%（平成22年國勢調査）。

## 概要
現為住宅都市的流山市，過去受惠於江戶川與利根運河水運而繁榮發展，曾是葛飾縣廳所在地。1950年代以後，江戶川台與松丘等地陸續開發為住宅區。至1970年代為止，市內的流鐵流山線、東武都市公園線（野田線）、JR武藏野線陸續通車，但彼此並未連結，是座市內聯繫薄弱的城市。2005年（平成17年），連結各地區的筑波快線開通，現在正以流山大鷹之森站為中心進行發展。
本市目標成為「都心周邊最靠近森林的城鎮」，並以此目標推行「Green Chain戰略」。

## 地理
流山市位於千葉縣西北部、關東平原中央地帶。屬東葛飾地域，大略是舊東葛飾郡中部。距離東京都心約25公里。市西邊與埼玉縣之間以江戶川為界。利根運河流經市北部。

### 地勢
市面積35.28平方公里，是縣內第五小的市。市域南北狹長，江戶川沿岸與市南部為平坦低地，中部與北部是平緩台地，屬下總台地的一部分，全域幾乎都是住宅區與農地。

### 河川
- 江戶川
- 利根運河（日语：利根運河）
- 北千葉導水路（日语：北千葉導水路）
- 坂川（日语：坂川）

### 鄰接自治體
- 千葉縣松戶市、柏市、野田市
- 埼玉縣三鄉市、吉川市

## 歷史

### 近世以前
屬下總國。18世紀起，受惠於江戶川水運，味醂製造興盛。幕末時期，曾新選組在此設置本陣。

### 近代以後
- 1869年（明治2年）：本地屬葛飾縣（日语：葛飾県）。葛飾縣廳設於葛飾郡加村（日语：加 (流山市)）字坂之下（現流山市加一丁目）。
- 1871年（明治4年）：葛飾縣與印旛縣（日语：印旛県）整合（縣廳設於葛飾郡本行德村字寺町（現市川市本行德（日语：本行徳））德願寺）。
- 1872年（明治5年）：加村字坂之下（舊葛飾縣廳）成為印旛縣廳。但正式縣廳所在地仍在佐倉。
- 1873年（明治6年）6月15日：印旛縣與千葉縣整合。
- 1889年（明治22年）4月1日：町村制施行。西南部成立流山町（日语：流山町）（第一次），西北部成立新川村（日语：新川村 (千葉県)），東部成立八木村（日语：八木村 (千葉県)），皆屬東葛飾郡（日语：東葛飾郡）。
- 1911年（明治44年）5月9日：新川村、八木村內的千葉縣營輕便鐵道（現東武野田線）通車。
- 1916年（大正5年）3月14日：流山輕便鐵道（現流鐵流山線）通車。
- 1951年（昭和26年）4月1日：流山町（第一次）、新川村與八木村合併成立江戶川町。
- 1952年（昭和27年）1月1日：江戶川町改稱流山町（第二次）。
- 1952年（昭和27年）5月10日：與松戶市、小金町（日语：小金町）交界重劃[2]。
- 1952年（昭和27年）9月11日：與小金町交界重劃[3]。
- 1967年（昭和42年）1月1日：市制施行，為流山市。
- 1973年（昭和48年）：國鐵（現JR）武藏野線通車。
- 1992年（平成4年）：常磐自動車道流山IC通車。
- 2005年（平成17年）：首都圈新都市鐵道筑波快線通車。
- 2007年（平成19年）：市制施行40周年。

### 舊町村
- 流山町（日语：流山町） - 舊市區，現在流山市南部。
- 八木村（日语：八木村 (千葉県)） - 向小金至初石周邊的市中部及東部地區。
- 新川村（日语：新川村 (千葉県)） - 江戶川台以北的市北部。

### 地名由來
市內赤城神社所在小山，傳聞是古時群馬縣赤城山部分山體因洪水而漂流至此，因而稱為流山。

## 人口
筑波快線開通後人口快速增長，通車4年半後人口增加約1萬人。
| 流山市人口分布圖 |                                               |  |
| 流山市與日本全國年齡別人口分布比較圖 （2005年資料） | 流山市的年齡、男女別人口分布圖 （2005年資料） |  |
| ■紫色是流山市 ■綠色是全国 | ■藍色是男性 ■紅色是女性                       |  |
| 流山市人口變化 \| 1970年 \| 56,485人 \| \| \| 1975年 \| 82,936人 \| \| \| 1980年 \| 106,635人 \| \| \| 1985年 \| 124,682人 \| \| \| 1990年 \| 140,059人 \| \| \| 1995年 \| 146,245人 \| \| \| 2000年 \| 150,527人 \| \| \| 2005年 \| 152,641人 \| \| \| 2010年 \| 163,984人 \| \| \| 2015年 \| 174,373人 \| \| \| 2020年 \| 199,849人 \| \| |                                               |  |
| 資料來源：日本總務省統計中心提供之人口普查數據 |                                               |  |
| 1970年 | 56,485人                                      |  |
| 1975年 | 82,936人                                      |  |
| 1980年 | 106,635人                                     |  |
| 1985年 | 124,682人                                     |  |
| 1990年 | 140,059人                                     |  |
| 1995年 | 146,245人                                     |  |
| 2000年 | 150,527人                                     |  |
| 2005年 | 152,641人                                     |  |
| 2010年 | 163,984人                                     |  |
| 2015年 | 174,373人                                     |  |
| 2020年 | 199,849人                                     |  |

## 行政

### 市長
- 市長：井崎義治（日语：井崎義治）（いざき よしはる，第四任）

## 立法

### 市議會
- 席次：28名
- 任期：2015年（平成27年）5月6日～2019年（平成31年）5月5日
- 議長：海老原功一（自由民主黨）
- 副議長：青野直（流政會）

| 黨派       | 席次 |
| ---------- | ---- |
| 流政會     | 8    |
| 自由民主黨 | 5    |
| 新風流山   | 5    |
| 公明黨     | 4    |
| 日本共產黨 | 4    |
| 無黨派     | 2    |
| 計         | 28   |

### 縣議會
- 選舉區：流山市選舉區
- 席次：2名
- 任期：2015年（平成27年）4月30日～2019年（平成31年）4月29日

| 姓名     | 黨派                       | 當選次數 |
| -------- | -------------------------- | -------- |
| 武田正光 | 自由民主黨千葉縣議會議員會 | 3        |
| 小宮清子 | 縣民網路、社民、無所屬     | 5        |

### 眾議院
- 選舉區：千葉縣第7區（松戶市部分區域、野田市、流山市）
- 任期：2014年（平成26年）12月14日～2018年（平成30年）12月13日 （參照「第47屆日本眾議院議員總選舉」）

| 姓名   | 黨派       | 當選次數 |
| ------ | ---------- | -------- |
| 齋藤健 | 自由民主黨 | 3        |

## 經濟

### 市內設置本社的主要企業
- SANKO TECHNO（日语：サンコーテクノ）
- 三英（日语：三英）
- Esperant System（エスペラントシステム）
- 流山龜甲萬 - 龜甲萬子公司。

### 市內主要商業設施
- 流山大鷹之森購物中心（日语：流山おおたかの森 S・C）
  - Takashimaya FOOD MAISON大鷹之森（FOOD MAISON1號店）
- 伊藤洋華堂
  - 流山店
  - 食品館大鷹之森店
- 豐四季購物中心
- YorkMart（日语：ヨークマート）
  - 平和台店
  - 江戶川台店
- 丸悅（日语：マルエツ）
  - 初石店
  - 宮園（みやぞの）店
  - 野野下店
- Maruya（日语：マルヤ）南流山店
- Bel'x（日语：サンベルクス）南柏店
- 東武Store（日语：東武ストア）初石店
- 京北超市（日语：京北スーパー）
  - 江戶川台店
  - 鰭崎店
- おっ母さん（日语：三和 (柏市)）南流山店
- Metro流山店
- Yaoko（日语：ヤオコー）南流山店

### 郵局
- 流山郵便局（日语：流山郵便局）
- 流山江戶川台郵便局
- 流山加台郵便局
- 流山鰭崎郵便局
- 流山富士見台郵便局
- 流山平和台郵便局
- 流山西初石郵便局
- 流山大鷹之森郵便局
- 流山松丘郵便局
- 南流山郵便局
- 新川郵便局
- 八木郵便局

### 銀行
- 里索那銀行
  - 流山大鷹之森出張所（TX GRAND AVENUE大鷹之森（日语：TXアベニュー）內）
- 千葉銀行
  - 流山支店
  - 流山大鷹之森支店
  - 南流山支店
  - 初石支店
  - 江戶川台支店
- 千葉興業銀行（日语：千葉興業銀行）
  - 南流山支店
  - 流山大鷹之森支店（LIFE GARDEN流山大鷹之森內）
  - 江戶川台支店
- 京葉銀行（日语：京葉銀行）
  - 流山支店
  - 流山大鷹之森支店
  - 初石支店
  - 江戶川台支店
- 常陽銀行（日语：常陽銀行）
  - J Plaza流山大鷹之森（LIFE GARDEN流山大鷹之森內）

## 友好城市
- 日本福岛县相馬市 （1977年）
- 日本长野县信濃町 （1997年）
- 日本石川縣能登町 （2012年）

## 地域

### 教育

#### 小學校
市立小學校
- 流山市立東小學校 （页面存档备份，存于）
- 流山市立江戶川台小學校 （页面存档备份，存于）
- 流山市立小山小學校 （页面存档备份，存于）
- 流山市立新川小學校 （页面存档备份，存于）
- 流山市立長崎小學校 （页面存档备份，存于）

- 流山市立流山小學校（日语：流山市立流山小学校）
- 流山市立流山北小學校 （页面存档备份，存于）
- 流山市立西初石小學校（日语：流山市立西初石小学校）
- 流山市立西深井小學校 （页面存档备份，存于）
- 流山市立東深井小學校 （页面存档备份，存于）

- 流山市立鰭崎小學校 （页面存档备份，存于）
- 流山市立南流山小學校 （页面存档备份，存于）
- 流山市立向小金小學校 （页面存档备份，存于）
- 流山市立八木北小學校 （页面存档备份，存于）
- 流山市立八木南小學校 （页面存档备份，存于）

#### 中學校
市立中學校
- 流山市立東部中學校
- 流山市立南部中學校（日语：流山市立南部中学校）
- 流山市立東深井中學校（日语：流山市立東深井中学校）
- 流山市立南流山中學校 （页面存档备份，存于）
- 流山市立常盤松中學校

- 流山市立西初石中學校（日语：流山市立西初石中学校）
- 流山市立北部中學校（日语：流山市立北部中学校）
- 流山市立八木中學校 （页面存档备份，存于）

#### 高等學校
公立
- 千葉縣立流山高等學校（日语：千葉県立流山高等学校）
- 千葉県立流山大鷹之森高等學校（日语：千葉県立流山おおたかの森高等学校）
- 千葉県立流山北高等學校（日语：千葉県立流山北高等学校）
- 千葉県立流山南高等學校（日语：千葉県立流山南高等学校）

#### 大學
私立
- 江戶川大學
- 東洋學園大學（日语：東洋学園大学）流山校區

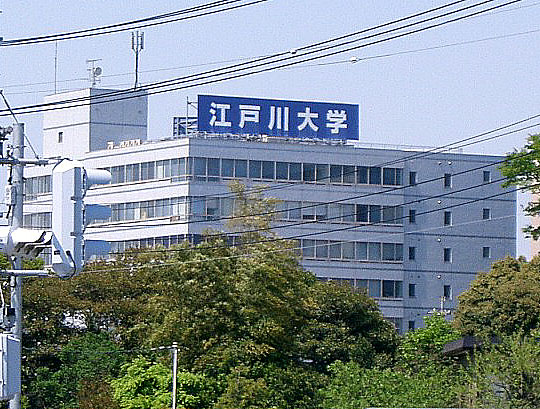
江戸川大学

- 東京理科大學野田校區（位於野田市市界，大部分屬野田市，部分在本市）

#### 短期大學
私立
- 江戶川短期大學

#### 專修學校
私立
- 江戶川大學總合福祉專門學校（日语：江戸川大学総合福祉専門学校）

#### 醫療學校
私立
- 勤醫會東葛看護專門學校（日语：東京勤労者医療会）

#### 其他學校
特別支援學校
- 千葉縣立特別支援學校流山高等學園（千葉縣唯一僅設置高等部的特別支援學校）

## 交通

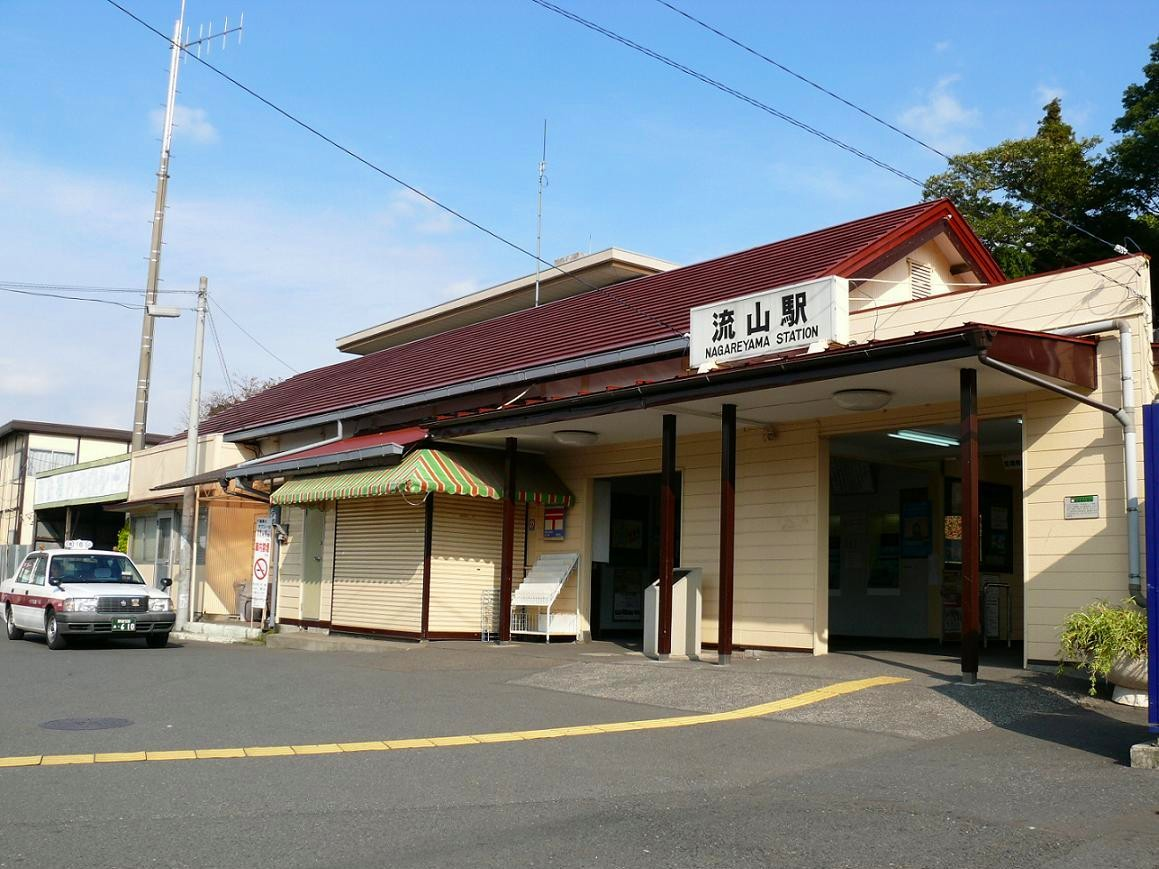
流山站

### 鐵路
流鐵
- 流山線：流山站 - 平和台站 - 鰭崎站

東武鐵道
- 野田線（東武都市公園線）：運河站 - 江戶川台站 - 初石站 - 流山大鷹之森站

東日本旅客鐵道（JR東日本）
- 武藏野線：南流山站

首都圈新都市鐵道
- 筑波快線：南流山站 - 流山中央公園站 - 流山大鷹之森站

流山市中心車站是流鐵流山站，但其機能在JR武藏野線通車後移轉至南流山站，筑波快線通車後再次移往流山大鷹之森站。

### 路線巴士
- 京成巴士（松戶營業所（日语：京成バス松戸営業所））
- 東武巴士
市內路線大多由東武巴士東·西柏營業事務所（日语：東武バスイースト西柏営業事務所）管轄，部分由東武巴士東·沼南營業所（日语：東武バスイースト沼南営業所）、東武巴士中央·吉川營業所（日语：東武バスセントラル吉川営業所）管轄。
- 流山綠巴士（日语：流山ぐりーんバス）（社區巴士）
委託京成巴士、東武巴士營運。部分路線行經柏市。

### 道路
- 高速道路
  - 常磐自動車道：流山IC
- 收費道路
  - 流山收費道路（日语：流山有料道路）
流山市內的常磐自動車道全段皆為半地下化。
流山IC當初計畫時因遭到地方民眾反對而撤銷。之後道路通車後，地方居民開始請求設置交流道，但卻遭到公團反對。最後由流山市負擔建設資金。為彌補財政缺口，流山收費道路開始收費。

- 一般國道
  - 國道6號
- 縣道
  - 主要地方道
    - 千葉縣道5號松戶野田線（日语：千葉県道5号松戸野田線）（流山街道、舊松戶野田收費道路（日语：松戸野田有料道路））
    - 埼玉縣道·千葉縣道29號草加流山線（日语：埼玉県道・千葉県道29号草加流山線）
    - 茨城縣道·千葉縣道47號守谷流山線（日语：茨城県道・千葉県道47号守谷流山線）（守谷街道）

  - 一般縣道
    - 千葉縣道278號柏流山線（日语：千葉県道278号柏流山線）
    - 千葉縣道279號豐四季停車場高田原線（日语：千葉県道279号豊四季停車場高田原線）
    - 千葉縣道280號白井流山線（日语：千葉県道280号白井流山線）

  - 其他
    - 都市軸道路（日语：都市軸道路）

## 觀光

### 名勝、古蹟
- 利根運河
- 新選組流山本陣跡
- 一茶双樹紀念館
- 諏訪神社（日语：諏訪神社 (流山市)）（通稱駒木的御諏訪大人）
- 茂侶神社（日语：茂侶神社 (流山市)）
- 吳服新川屋店舗（日语：呉服新川屋店舗）
- 六部尊（日语：六部尊 (流山)）
- 葛飾縣印旛縣廳跡（日语：葛飾県印旛県庁跡）

### 祭典
- 流山市民祭

## 出身人士
- 仲村亨 - 演員。市立東部中學校出身。
- 小野真弓 - 藝人。市立南部中學校出身。
- 明神智和 - 足球選手（大阪飛腳）。市立東部中學校出身。
- 大谷秀和 -足球選手（柏雷素爾）。市立西初石中學校出身。
- 酒井直樹 - 足球教練、前日本足球隊成員。市立常盤松中學校出身。
- 三石琴乃 - 聲優。
- 岩佐美咲（AKB48）市立西初石中學校出身。八千代市出生。
- 石塚朱莉（NMB48）
- 春風亭吉好 - 落語家

## 備註
1. ↑  . 流山市.   [2009-10-26]. （原始内容存档于2013-07-23）.
2. ↑  昭和27年6月20日、総理府告示第159号
3. ↑  昭和27年11月6日、総理府告示第255号
4. ↑  . 南流山通信.   [2009-04-13]. （原始内容存档于2016-03-04）.
5. ↑  『每日新聞』2010年1月23日

## 外部連結
行政
- 流山市 （页面存档备份，存于）（日語）

觀光
- 流山市觀光協會（日語）